# Bahnhof Neumarkt-Kallham

Der Bahnhof Neumarkt-Kallham ist ein Abzweigbahnhof in der Gemeinde Neumarkt im Hausruckkreis in Oberösterreich. Er liegt im km 29,729 der Bahnstrecke Wels–Passau und ist Ausgangspunkt der Innkreisbahn über Ried im Innkreis nach Simbach am Inn sowie der Linzer Lokalbahn (LILO).
Der Bahnhof wurde 1861 als Durchgangsbahnhof an der Passauer Bahn eröffnet. Mit der Betriebsaufnahme auf der Innkreisbahn 1870 wurde er zum Abzweigbahnhof. 1908 wurde die Linzer Lokalbahn nach Waizenkirchen eröffnet.
Von 2008 bis 2010 wurde der Bahnhof um 53 Millionen Euro grundlegend renoviert und umgebaut. Zu den Neuerungen gehört unter anderem eine Park-and-Ride-Anlage mit 250 Stellplätzen. Die LILO, die bis dahin am Bahnhofsvorplatz hielt, wurde in den Bahnhof eingeführt.
2016 belegte der Bahnhof beim VCÖ-Bahntest Platz 8 der bestbewerteten Kleinbahnhöfe.
Der Bahnhof verfügt über einen Hausbahnsteig mit Stumpfgleis der LILO (Bahnsteig 11) und einem Streckengleis der Passauer Bahn (Bahnsteig 1) sowie zwei überdachte Inselbahnsteige mit 225 m (Bahnsteig 2/3) bzw. 160 m Länge (Bahnsteig 4/5).
Neben der Anbindung der Gemeinden Neumarkt und Kallham ist der Bahnhof durch das Zusammentreffen von drei Bahnstrecken ein wichtiger regionaler Knotenpunkt, an dem früher auch Fernzüge auf dem Weg von Passau nach Wien hielten. Heute halten hier Regional-Express- und Regionalzüge von Linz Hauptbahnhof nach Passau Hauptbahnhof, Regionalzüge Richtung Simbach am Inn und Züge der LILO nach Niederspaching und Peuerbach. Rund 2500 Fahrgäste frequentieren den Bahnhof täglich (Stand 2010).